# Radio Row
Radio Row er et kaldenavn for en by, gade eller distrikt, der har specialiseret sig i salg af radio og elektronisk udstyr. Radio Rows opstod i mange byer efter 1920'erne, og faldt i popularitet efter midten af århundredet.

## New York
New Yorks Radio Row (1921-1966) var et lagerdistriktet ved Lower West Side på Manhattan i New York. Harry Schneck åbnede City Radio på Cortlandt Street i 1921, og skabte dermed Radio Row. Radio Row blev revet ned i 1966 for at gøre plads til World Trade Center. Under tiden var der blevet bygget flere blokke af elektroniske butikker langs Cortlandt Street.

## World Trade Center
Planen for brug af ekspropriation til at fjerne både butikker og gader på Vesey Street, Church Street, Liberty Street, og Fulton Street begyndte i 1961, da Port Authority of New York and New Jersey besluttede at World Trade Center skulle opføres langs den østlige side af Lower Manhattan eller den vestlige side nær Hudson and Manhattan Railroads terminaler.
Efter beslutningen jævnede man gaderne på den vestlige side af World Trade Center med jorden, hvilket blev mødt med lokal modstand.
40°42′39″N 74°00′46″V / 40.710944444444°N 74.012638888889°V